# Абисалов, Юрий Хаджимуратович
Ю́рий Хаджимура́тович Абиса́лов (осет. Абысалты Хаджимураты фырт Юри; род. 5 декабря 1957, Орджоникидзе, РСФСР, СССР) — советский и российский художник-живописец. Академик РАХ (2019; член-корреспондент 2011). Заслуженный художник РФ (2002). Лауреат Государственной премии РСО-Алания им. К. Л. Хетагурова (2010).

## Биография
Родился 5 декабря 1957 года в Орджоникидзе (ныне Владикавказ), Северо-Осетинской АССР.
В 1977 году окончил Северо-Осетинское художественное училище.
В 1987 году окончил Ленинградский институт живописи, скульптуры и архитектуры им. И. Е. Репина.
Участник региональных всероссийских и зарубежных выставок, международных художественных салонов и ярмарок.

## Персональные выставки
- 1997 г. — г. Владикавказ,
- 1997 г. — г. Москва, Центральный дом художника,
- 1997 г. — США, г. Портланд.
- 1998 г. — Франция, г. Париж;
- 1999 г. — Франция, г. Париж;
- 2001 г. — г. Москва ЦДХ,
- 2001 г. — Швейцария, г. Цюрих
- 2002 г. — Швейцария, г. Цюрих,
- 2002 г. — Лозанна.

## Награды
- Заслуженный художник Российской Федерации
- Заслуженный художник Республики Северная Осетия-Алания
- Серебряная медаль РАХ